# حمام ريغة
حمام ريغة بلدية جزائرية تابعة لولاية عين الدفلى، وتقع شرقها.

## الحمام الصحي
يعد حمام ريغة من بين أهم الحمامات المعدنية في الجزائر واكتسب هذا المنتجع شهرة فاقت حدود الولاية ليصل إلى الولايات الأخرى. الامر الذي جعل منه مزارا وقبلة للباحثين عن الراحة النفسية ووكذا الباحثين عن العلاج الطبيعي وما زاد من إقبال الناس عليه هي الترميمات التي عرفتها المحطة المعدنية التي تعد جوهرة سياحية نادرة.
ويشهد هذا الحمام إقبالا كبيرا من طرف سكان الجزائر والسياح خلال الايام الربيعية ويتربع حمام ريغة على مساحة تبلغ 16 هكتار ما جعله يعتبر أكبر قطب سياحي في المنطقة وتعتبر مياه منبع حمام ريغة من اجود المنابع العلاجية بدرجة حرارة تضل إلى 68 درجة مئوية من المنبع و55 درجة مئوية عند وصولها المسبح كما ان مياهه تتميز بخصوصيات جمة إذ انها تحتوي على عدة معادن منها الحديد والكبريت وكبريتات الكالسيوم التي لها فائدة كبيرة لجسم الإنسان وتساعد في علاج امراض العظام والجلد خاصة لكبار السن والمرضى المصابين بالتهابات العظام كما ان الرياضيين يجدون هذا الحمام المكان المناسب للعلاج الطبيعي.
ما هي المياه الكبريتية :
قد تسمي العيون الحارة والتي يتخذها البعض كمقصد سياحي وعلاجي في نفس الوقت، كما أن الحمامات الكبريتية الحرارية مناسبة لعلاج عدد من الامراض ومن ضمنها أمراض الجهاز العضلي الهيكلي والأمراض الروماتيزمية والجلدية والتنفسية و يختلف المحتوي الكبريتي من عين إلى أخرى لكن لابد لماء العين من أن يحتوي على حد أدنى من الكبريت، مقداره غرام في كل لتر من الماء، وإلا فلا يمكن تصنيفها على أنها عين معدنية .
فوائد المياه الكبريتية :
ـ فوائد للمصابين بأمراض الغضاريف المفصلية :
مناسبة تماما لعلاج أمراض الجهاز العضلي الهيكلي حيث شهد العالم الطبي نجاحا جيدا للغاية في المرضى المصابين بأمراض تآكل المفاصل والعمود الفقري وبينها مشكلات الانزلاق الغضروفي (الديسك) ومرض بختيريف (التهاب الفقرات الروماتويدي) وأمراض الالتهابات الروماتزمية وآلام العضلات”.
– إضافة إلى ذلك تتم الاستفادة من الحمامات الكبريتية الحرارية بنجاح فيعلاج الإكزيما والالتهاب الجلدي العصبي، ويُوصى عموما بالحمامات الكبريتية كجزء من العناية الصحية .
الأمراض التي تعالجها المياه الكبريتية :
– التهاب العظام المفصلي المزمن .
– التهاب العظام الروماتزمي .
– الالتهاب الليفي والعضلي .
– النقرس المزمن .
– الشلل بأنواعه .
– الروماتويد .
– الالتهاب العصبي .
– استرخاء العضلات .
– الأمراض العصبية الوظيفية .
– أمراض الجهاز التنفسي مثل الجيوب الأنفية، والربو الشعبي، والترلات الشعبية .
– الأمراض الجلدية مثل الجرب، والتنية، والصدفية، والإكزيما المزمنه، وحب الشباب
العلاج بالمياه الكبريتية :
ـ الأطباء ينصحون بالاسترخاء بعدالاستحمام في العيون الكبريتية :
ويبدي المتخصصون في المنتجعات الصحية تشككاً أيضا في الجدوى الطبية لزيارة واحدة فقط إلى منتجع للمياه الحرارية .
وحيثما يتم الاستحمام بمياه كبريتية، فإنه يتعين للحمام أن يستمر ما بين عشر إلى عشرين دقيقة في مياه تتراوح حرارتها بين 37 و39 درجة مئوية ,,,
– يلزم أخذ حمام ساخن بعد حمام المياه الكبريتية حتى تتفتح المسام وتتبدد الرائحة الكريهة للكبريت. ومن الطبيعي أن يشعر الإنسان بثقل في بدنه بعد الحمام الكبريتي، لأن الاستحمام في عين كبريتية حرارية يلقي بعبء شديد على القلب وعلى الدورة الدموية لذلك يوصي الأطباء بأخذ قسط طويل من الراحة بعد ذلك .
دراسات وابحاث عن المياه الكبريتية :
– دراسة يوضح بها الطبيب الألماني في أن تأثير دفء المياه يزداد بفعل كبريت الهيدروجين، الأمر الذي يمكن رؤيته بوضوح في احمرار الجلد، ويضيف أن الاستحمام بمياه العيون الكبريتية يعمل على استرخاء العضلات في كل أجزاء الجسم وتصبح الأنسجة الرابطة في الجسم أكثر مرونة وتتسع الأوعية الدموية وتزيد نبضات القلب وعملية التمثيل الغذائي (الأيض) ، وترجع التأثيرات الملطفة والمسكنة للآلام والمضادة للالتهابات إلى عدة عوامل، على رأسها دفء المياه كما يؤكد فولفغانغ بروكله، كبير الأطباء في المركز الألماني للروماتيزم .
–  قد أثبتت الأبحاث الفوائد الصحية التي تحققها المياه الكبريتية لمرضى الروماتيزم، والعظام، والأمراض الجلدية، الا ان العديد من المختصين يرى ان تحقيق الفائدة من العلاج بالمياه الكبريتية يتطلب المكوث فيها لفترات تزيد على النصف ساعة وبزيارات دورية تقارب 4-6 مرات في السنة الواحدة، إلا أن درجة حرارة المياه الكبريتية التي تصل أحياناً إلى نحو 40 درجة مئوية، تؤثر على الرجال الذين يجلسون لفترات طويلة فيها.
وتعزو بعض أسباب الإصابة بأمراض العقم لدى الرجال إلى الجلوس في الماء الحار «الجاكوزي»، أو هنا في مياه العيون الحارة «الكبريتية» لفترات طويلة، أو لبس الملابس الداخلية الضيقة الامر الذي يؤدي إلى رفع حرارة الخصية ومن ثم التأثير على قدرة الخصية على إنتاج الحيامن .
وكونه يضر بمن يعانون مرض انخفاض ضغط الدم، حيث إن درجة حرارة الماء العالية تؤدي إلى انبساط في الأوعية الدموية السطحية تحت جلد الإنسان، الأمر الذي يؤدي إلى انخفاض ضغط الدم، وهو مؤثر على مرضى انخفاض الضغط لأنه يزيدهم انخفاضاً، بينما يكون مفيداً لمرضى الضغط المرتفع لأنه يخفض الضغط لديهمر .
– قد أوضحت الدراسات العلمية الحديثة أن تلك المياه تختلف عن مثيلاته في المحتوى الكيميائي والمعدني من حيث درجة الحرارة والمواصفات الكيميائية والفيزيائية وتشير الدراسات التي الباحثون من من وزارة الصحة التركية ومعهد أبحاث الفارابي إلى ان أن المياه المعدنية الموجودة تتميز باحتوائها علي مواصفات الاستشفاء من الأمراض منذ قديم الأزل عرفت الإنسانية بعض الصفات الشافية لهذه المياه لأنها تقوم بعمل أساسي وهو توسيع جملة الأوردة والشرايين وعندما تتوسع ينخفض الضغط ويزداد عدد ضربات القلب .
أن للمياه المعدنية الكبريتية الحارة فوائد عديدة أخرى منها الاستشفاء من أمراض الجهاز العصبي وبخاصة الروماتيزم والتهابات الأعصاب المزمنة والاستشفاء من أمراض الجهاز الحركي وأمراض الهيكل العظمي، ومن بين الفوائد كذلك الاستشفاء من بعض الأمراض الجلدية وتنشيط طبقة الكولاجين بالجلد والمساعدة في شد البشرة وإزالة الترهلات، والاستغناء عن عمليات التجميل إلي جانب الاستشفاء من بعض أمراض الجهاز التنفسي وأمراض القلب والأمراض المفصلية، فحمام المياه الكبريتية يساعد علي إزالة الألم، أما شاردة المنغنيز الموجودة في هذه المياه فتساعد علي تخفيف مستوي سكر الدم لدي مرضي السكري وهو مفيد في حالات هشاشة العظام، كما تحتوي هذه المياه المعدنية علي عنصر الفوسفور وهو مهم في حالات الكسور العظمية وحالات نقص الفيتامين د وحتي في حالات التشنجات العضلية، إضافة إلي الكالسيوم الذي يمنع حالات نخور الأسنان وهشاشة العظام ويعمل علي خفض ضغط الدم المرتفع وتنظيم ضربات القلب، كما يمكن الاستفادة منه لمقاومة الأورام وبخاصة سرطان القولون .
أما عنصر المغنيزيوم الموجود في هذه المياه فيساعد علي شفاء حالات تصلب الشرايين والنوبات القلبية بالمشاركة مع شاردة الكالسيوم وفي معالجة الربو، وله دور مهم في تعزيز دور الأنسولين وحتي المعالجات الجلدية وتثبيت المعادن علي العظام، إضافة إلي شاردة الزنك التي تعزز مناعة الجسم إلي جانب شاردة السينويوم المهمة للوقاية من الأمراض وتعزيز مناعة الجسم عن طريق عدد الكريات البيض وتسهيل وظيفة الكبد والبنكرياس ومعالجة الالتهابات الجلدية، ومن بين العناصر كذلك النحاس الضروري في حالات فقر الدم والتهاب المفاصل أن تأثير دفء المياه يزداد بفعل كبريت الهيدروجين، الأمر الذي يمكن رؤيته بوضوح في احمرار الجلد، وأن الاستحمام بمياه العيون الكبريتية يعمل على استرخاء العضلات في كل أجزاء الجسم وتصبح الأنسجة الرابطة في الجسم أكثر مرونة .
ما هي المياه الكبريتية :
قد تسمي العيون الحارة والتي يتخذها البعض كمقصد سياحي وعلاجي في نفس الوقت، كما أن الحمامات الكبريتية الحرارية مناسبة لعلاج عدد من الامراض ومن ضمنها أمراض الجهاز العضلي الهيكلي والأمراض الروماتيزمية والجلدية والتنفسية و يختلف المحتوي الكبريتي من عين إلى أخرى لكن لابد لماء العين من أن يحتوي على حد أدنى من الكبريت، مقداره غرام في كل لتر من الماء، وإلا فلا يمكن تصنيفها على أنها عين معدنية .
فوائد المياه الكبريتية :
ـ فوائد للمصابين بأمراض الغضاريف المفصلية :
مناسبة تماما لعلاج أمراض الجهاز العضلي الهيكلي حيث شهد العالم الطبي نجاحا جيدا للغاية في المرضى المصابين بأمراض تآكل المفاصل والعمود الفقري وبينها مشكلات الانزلاق الغضروفي (الديسك) ومرض بختيريف (التهاب الفقرات الروماتويدي) وأمراض الالتهابات الروماتزمية وآلام العضلات”.
– إضافة إلى ذلك تتم الاستفادة من الحمامات الكبريتية الحرارية بنجاح فيعلاج الإكزيما والالتهاب الجلدي العصبي، ويُوصى عموما بالحمامات الكبريتية كجزء من العناية الصحية .
الأمراض التي تعالجها المياه الكبريتية :
– التهاب العظام المفصلي المزمن .
– التهاب العظام الروماتزمي .
– الالتهاب الليفي والعضلي .
– النقرس المزمن .
– الشلل بأنواعه .
– الروماتويد .
– الالتهاب العصبي .
– استرخاء العضلات .
– الأمراض العصبية الوظيفية .
– أمراض الجهاز التنفسي مثل الجيوب الأنفية، والربو الشعبي، والترلات الشعبية .
– الأمراض الجلدية مثل الجرب، والتنية، والصدفية، والإكزيما المزمنه، وحب الشباب
العلاج بالمياه الكبريتية :
ـ الأطباء ينصحون بالاسترخاء بعدالاستحمام في العيون الكبريتية :
ويبدي المتخصصون في المنتجعات الصحية تشككاً أيضا في الجدوى الطبية لزيارة واحدة فقط إلى منتجع للمياه الحرارية .
وحيثما يتم الاستحمام بمياه كبريتية، فإنه يتعين للحمام أن يستمر ما بين عشر إلى عشرين دقيقة في مياه تتراوح حرارتها بين 37 و39 درجة مئوية ,,,
– يلزم أخذ حمام ساخن بعد حمام المياه الكبريتية حتى تتفتح المسام وتتبدد الرائحة الكريهة للكبريت. ومن الطبيعي أن يشعر الإنسان بثقل في بدنه بعد الحمام الكبريتي، لأن الاستحمام في عين كبريتية حرارية يلقي بعبء شديد على القلب وعلى الدورة الدموية لذلك يوصي الأطباء بأخذ قسط طويل من الراحة بعد ذلك .
دراسات وابحاث عن المياه الكبريتية :
– دراسة يوضح بها الطبيب الألماني في أن تأثير دفء المياه يزداد بفعل كبريت الهيدروجين، الأمر الذي يمكن رؤيته بوضوح في احمرار الجلد، ويضيف أن الاستحمام بمياه العيون الكبريتية يعمل على استرخاء العضلات في كل أجزاء الجسم وتصبح الأنسجة الرابطة في الجسم أكثر مرونة وتتسع الأوعية الدموية وتزيد نبضات القلب وعملية التمثيل الغذائي (الأيض) ، وترجع التأثيرات الملطفة والمسكنة للآلام والمضادة للالتهابات إلى عدة عوامل، على رأسها دفء المياه كما يؤكد فولفغانغ بروكله، كبير الأطباء في المركز الألماني للروماتيزم .
–  قد أثبتت الأبحاث الفوائد الصحية التي تحققها المياه الكبريتية لمرضى الروماتيزم، والعظام، والأمراض الجلدية، الا ان العديد من المختصين يرى ان تحقيق الفائدة من العلاج بالمياه الكبريتية يتطلب المكوث فيها لفترات تزيد على النصف ساعة وبزيارات دورية تقارب 4-6 مرات في السنة الواحدة، إلا أن درجة حرارة المياه الكبريتية التي تصل أحياناً إلى نحو 40 درجة مئوية، تؤثر على الرجال الذين يجلسون لفترات طويلة فيها.
وتعزو بعض أسباب الإصابة بأمراض العقم لدى الرجال إلى الجلوس في الماء الحار «الجاكوزي»، أو هنا في مياه العيون الحارة «الكبريتية» لفترات طويلة، أو لبس الملابس الداخلية الضيقة الامر الذي يؤدي إلى رفع حرارة الخصية ومن ثم التأثير على قدرة الخصية على إنتاج الحيامن .
وكونه يضر بمن يعانون مرض انخفاض ضغط الدم، حيث إن درجة حرارة الماء العالية تؤدي إلى انبساط في الأوعية الدموية السطحية تحت جلد الإنسان، الأمر الذي يؤدي إلى انخفاض ضغط الدم، وهو مؤثر على مرضى انخفاض الضغط لأنه يزيدهم انخفاضاً، بينما يكون مفيداً لمرضى الضغط المرتفع لأنه يخفض الضغط لديهمر .
– قد أوضحت الدراسات العلمية الحديثة أن تلك المياه تختلف عن مثيلاته في المحتوى الكيميائي والمعدني من حيث درجة الحرارة والمواصفات الكيميائية والفيزيائية وتشير الدراسات التي الباحثون من من وزارة الصحة التركية ومعهد أبحاث الفارابي إلى ان أن المياه المعدنية الموجودة تتميز باحتوائها علي مواصفات الاستشفاء من الأمراض منذ قديم الأزل عرفت الإنسانية بعض الصفات الشافية لهذه المياه لأنها تقوم بعمل أساسي وهو توسيع جملة الأوردة والشرايين وعندما تتوسع ينخفض الضغط ويزداد عدد ضربات القلب .
أن للمياه المعدنية الكبريتية الحارة فوائد عديدة أخرى منها الاستشفاء من أمراض الجهاز العصبي وبخاصة الروماتيزم والتهابات الأعصاب المزمنة والاستشفاء من أمراض الجهاز الحركي وأمراض الهيكل العظمي، ومن بين الفوائد كذلك الاستشفاء من بعض الأمراض الجلدية وتنشيط طبقة الكولاجين بالجلد والمساعدة في شد البشرة وإزالة الترهلات، والاستغناء عن عمليات التجميل إلي جانب الاستشفاء من بعض أمراض الجهاز التنفسي وأمراض القلب والأمراض المفصلية، فحمام المياه الكبريتية يساعد علي إزالة الألم، أما شاردة المنغنيز الموجودة في هذه المياه فتساعد علي تخفيف مستوي سكر الدم لدي مرضي السكري وهو مفيد في حالات هشاشة العظام، كما تحتوي هذه المياه المعدنية علي عنصر الفوسفور وهو مهم في حالات الكسور العظمية وحالات نقص الفيتامين د وحتي في حالات التشنجات العضلية، إضافة إلي الكالسيوم الذي يمنع حالات نخور الأسنان وهشاشة العظام ويعمل علي خفض ضغط الدم المرتفع وتنظيم ضربات القلب، كما يمكن الاستفادة منه لمقاومة الأورام وبخاصة سرطان القولون .
أما عنصر المغنيزيوم الموجود في هذه المياه فيساعد علي شفاء حالات تصلب الشرايين والنوبات القلبية بالمشاركة مع شاردة الكالسيوم وفي معالجة الربو، وله دور مهم في تعزيز دور الأنسولين وحتي المعالجات الجلدية وتثبيت المعادن علي العظام، إضافة إلي شاردة الزنك التي تعزز مناعة الجسم إلي جانب شاردة السينويوم المهمة للوقاية من الأمراض وتعزيز مناعة الجسم عن طريق عدد الكريات البيض وتسهيل وظيفة الكبد والبنكرياس ومعالجة الالتهابات الجلدية، ومن بين العناصر كذلك النحاس الضروري في حالات فقر الدم والتهاب المفاصل أن تأثير دفء المياه يزداد بفعل كبريت الهيدروجين، الأمر الذي يمكن رؤيته بوضوح في احمرار الجلد، وأن الاستحمام بمياه العيون الكبريتية يعمل على استرخاء العضلات في كل أجزاء الجسم وتصبح الأنسجة الرابطة في الجسم أكثر مرونة .
ما هي المياه الكبريتية :
قد تسمي العيون الحارة والتي يتخذها البعض كمقصد سياحي وعلاجي في نفس الوقت، كما أن الحمامات الكبريتية الحرارية مناسبة لعلاج عدد من الامراض ومن ضمنها أمراض الجهاز العضلي الهيكلي والأمراض الروماتيزمية والجلدية والتنفسية و يختلف المحتوي الكبريتي من عين إلى أخرى لكن لابد لماء العين من أن يحتوي على حد أدنى من الكبريت، مقداره غرام في كل لتر من الماء، وإلا فلا يمكن تصنيفها على أنها عين معدنية .
فوائد المياه الكبريتية :
ـ فوائد للمصابين بأمراض الغضاريف المفصلية :
مناسبة تماما لعلاج أمراض الجهاز العضلي الهيكلي حيث شهد العالم الطبي نجاحا جيدا للغاية في المرضى المصابين بأمراض تآكل المفاصل والعمود الفقري وبينها مشكلات الانزلاق الغضروفي (الديسك) ومرض بختيريف (التهاب الفقرات الروماتويدي) وأمراض الالتهابات الروماتزمية وآلام العضلات”.
– إضافة إلى ذلك تتم الاستفادة من الحمامات الكبريتية الحرارية بنجاح فيعلاج الإكزيما والالتهاب الجلدي العصبي، ويُوصى عموما بالحمامات الكبريتية كجزء من العناية الصحية .
الأمراض التي تعالجها المياه الكبريتية :
– التهاب العظام المفصلي المزمن .
– التهاب العظام الروماتزمي .
– الالتهاب الليفي والعضلي .
– النقرس المزمن .
– الشلل بأنواعه .
– الروماتويد .
– الالتهاب العصبي .
– استرخاء العضلات .
– الأمراض العصبية الوظيفية .
– أمراض الجهاز التنفسي مثل الجيوب الأنفية، والربو الشعبي، والترلات الشعبية .
– الأمراض الجلدية مثل الجرب، والتنية، والصدفية، والإكزيما المزمنه، وحب الشباب
العلاج بالمياه الكبريتية :
ـ الأطباء ينصحون بالاسترخاء بعدالاستحمام في العيون الكبريتية :
ويبدي المتخصصون في المنتجعات الصحية تشككاً أيضا في الجدوى الطبية لزيارة واحدة فقط إلى منتجع للمياه الحرارية .
وحيثما يتم الاستحمام بمياه كبريتية، فإنه يتعين للحمام أن يستمر ما بين عشر إلى عشرين دقيقة في مياه تتراوح حرارتها بين 37 و39 درجة مئوية ,,,
– يلزم أخذ حمام ساخن بعد حمام المياه الكبريتية حتى تتفتح المسام وتتبدد الرائحة الكريهة للكبريت. ومن الطبيعي أن يشعر الإنسان بثقل في بدنه بعد الحمام الكبريتي، لأن الاستحمام في عين كبريتية حرارية يلقي بعبء شديد على القلب وعلى الدورة الدموية لذلك يوصي الأطباء بأخذ قسط طويل من الراحة بعد ذلك .
دراسات وابحاث عن المياه الكبريتية :
– دراسة يوضح بها الطبيب الألماني في أن تأثير دفء المياه يزداد بفعل كبريت الهيدروجين، الأمر الذي يمكن رؤيته بوضوح في احمرار الجلد، ويضيف أن الاستحمام بمياه العيون الكبريتية يعمل على استرخاء العضلات في كل أجزاء الجسم وتصبح الأنسجة الرابطة في الجسم أكثر مرونة وتتسع الأوعية الدموية وتزيد نبضات القلب وعملية التمثيل الغذائي (الأيض) ، وترجع التأثيرات الملطفة والمسكنة للآلام والمضادة للالتهابات إلى عدة عوامل، على رأسها دفء المياه كما يؤكد فولفغانغ بروكله، كبير الأطباء في المركز الألماني للروماتيزم .
–  قد أثبتت الأبحاث الفوائد الصحية التي تحققها المياه الكبريتية لمرضى الروماتيزم، والعظام، والأمراض الجلدية، الا ان العديد من المختصين يرى ان تحقيق الفائدة من العلاج بالمياه الكبريتية يتطلب المكوث فيها لفترات تزيد على النصف ساعة وبزيارات دورية تقارب 4-6 مرات في السنة الواحدة، إلا أن درجة حرارة المياه الكبريتية التي تصل أحياناً إلى نحو 40 درجة مئوية، تؤثر على الرجال الذين يجلسون لفترات طويلة فيها.
وتعزو بعض أسباب الإصابة بأمراض العقم لدى الرجال إلى الجلوس في الماء الحار «الجاكوزي»، أو هنا في مياه العيون الحارة «الكبريتية» لفترات طويلة، أو لبس الملابس الداخلية الضيقة الامر الذي يؤدي إلى رفع حرارة الخصية ومن ثم التأثير على قدرة الخصية على إنتاج الحيامن .
وكونه يضر بمن يعانون مرض انخفاض ضغط الدم، حيث إن درجة حرارة الماء العالية تؤدي إلى انبساط في الأوعية الدموية السطحية تحت جلد الإنسان، الأمر الذي يؤدي إلى انخفاض ضغط الدم، وهو مؤثر على مرضى انخفاض الضغط لأنه يزيدهم انخفاضاً، بينما يكون مفيداً لمرضى الضغط المرتفع لأنه يخفض الضغط لديهمر .
– قد أوضحت الدراسات العلمية الحديثة أن تلك المياه تختلف عن مثيلاته في المحتوى الكيميائي والمعدني من حيث درجة الحرارة والمواصفات الكيميائية والفيزيائية وتشير الدراسات التي الباحثون من من وزارة الصحة التركية ومعهد أبحاث الفارابي إلى ان أن المياه المعدنية الموجودة تتميز باحتوائها علي مواصفات الاستشفاء من الأمراض منذ قديم الأزل عرفت الإنسانية بعض الصفات الشافية لهذه المياه لأنها تقوم بعمل أساسي وهو توسيع جملة الأوردة والشرايين وعندما تتوسع ينخفض الضغط ويزداد عدد ضربات القلب .
أن للمياه المعدنية الكبريتية الحارة فوائد عديدة أخرى منها الاستشفاء من أمراض الجهاز العصبي وبخاصة الروماتيزم والتهابات الأعصاب المزمنة والاستشفاء من أمراض الجهاز الحركي وأمراض الهيكل العظمي، ومن بين الفوائد كذلك الاستشفاء من بعض الأمراض الجلدية وتنشيط طبقة الكولاجين بالجلد والمساعدة في شد البشرة وإزالة الترهلات، والاستغناء عن عمليات التجميل إلي جانب الاستشفاء من بعض أمراض الجهاز التنفسي وأمراض القلب والأمراض المفصلية، فحمام المياه الكبريتية يساعد علي إزالة الألم، أما شاردة المنغنيز الموجودة في هذه المياه فتساعد علي تخفيف مستوي سكر الدم لدي مرضي السكري وهو مفيد في حالات هشاشة العظام، كما تحتوي هذه المياه المعدنية علي عنصر الفوسفور وهو مهم في حالات الكسور العظمية وحالات نقص الفيتامين د وحتي في حالات التشنجات العضلية، إضافة إلي الكالسيوم الذي يمنع حالات نخور الأسنان وهشاشة العظام ويعمل علي خفض ضغط الدم المرتفع وتنظيم ضربات القلب، كما يمكن الاستفادة منه لمقاومة الأورام وبخاصة سرطان القولون .
أما عنصر المغنيزيوم الموجود في هذه المياه فيساعد علي شفاء حالات تصلب الشرايين والنوبات القلبية بالمشاركة مع شاردة الكالسيوم وفي معالجة الربو، وله دور مهم في تعزيز دور الأنسولين وحتي المعالجات الجلدية وتثبيت المعادن علي العظام، إضافة إلي شاردة الزنك التي تعزز مناعة الجسم إلي جانب شاردة السينويوم المهمة للوقاية من الأمراض وتعزيز مناعة الجسم عن طريق عدد الكريات البيض وتسهيل وظيفة الكبد والبنكرياس ومعالجة الالتهابات الجلدية، ومن بين العناصر كذلك النحاس الضروري في حالات فقر الدم والتهاب المفاصل أن تأثير دفء المياه يزداد بفعل كبريت الهيدروجين، الأمر الذي يمكن رؤيته بوضوح في احمرار الجلد، وأن الاستحمام بمياه العيون الكبريتية يعمل على استرخاء العضلات في كل أجزاء الجسم وتصبح الأنسجة الرابطة في الجسم أكثر مرونة .

## مما هي المياه الكبريتية:
قد تسمي العيون الحارة والتي يتخذها البعض كمقصد سياحي وعلاجي في نفس الوقت، كما أن الحمامات الكبريتية الحرارية مناسبة لعلاج عدد من الامراض ومن ضمنها أمراض الجهاز العضلي الهيكلي والأمراض الروماتيزمية والجلدية والتنفسية و يختلف المحتوي الكبريتي من عين إلى أخرى لكن لابد لماء العين من أن يحتوي على حد أدنى من الكبريت ، مقداره غرام في كل لتر من الماء ، وإلا فلا يمكن تصنيفها على أنها عين معدنية .
فوائد المياه الكبريتية :
ـ فوائد للمصابين بأمراض الغضاريف المفصلية :
مناسبة تماما لعلاج أمراض الجهاز العضلي الهيكلي حيث شهد العالم الطبي نجاحا جيدا للغاية في المرضى المصابين بأمراض تآكل المفاصل والعمود الفقري وبينها مشكلات الانزلاق الغضروفي (الديسك) ومرض بختيريف (التهاب الفقرات الروماتويدي) وأمراض الالتهابات الروماتزمية وآلام العضلات”.
– إضافة إلى ذلك تتم الاستفادة من الحمامات الكبريتية الحرارية بنجاح فيعلاج الإكزيما والالتهاب الجلدي العصبي، ويُوصى عموما بالحمامات الكبريتية كجزء من العناية الصحية .
الأمراض التي تعالجها المياه الكبريتية :
– التهاب العظام المفصلي المزمن .
– التهاب العظام الروماتزمي .
– الالتهاب الليفي والعضلي .
– النقرس المزمن .
– الشلل بأنواعه .
– الروماتويد .
– الالتهاب العصبي .
– استرخاء العضلات .
– الأمراض العصبية الوظيفية .
– أمراض الجهاز التنفسي مثل الجيوب الأنفية ، والربو الشعبي ، والترلات الشعبية .
– الأمراض الجلدية مثل الجرب ، والتنية ، والصدفية ، والإكزيما المزمنه ، وحب الشباب
العلاج بالمياه الكبريتية :
ـ الأطباء ينصحون بالاسترخاء بعدالاستحمام في العيون الكبريتية :
ويبدي المتخصصون في المنتجعات الصحية تشككاً أيضا في الجدوى الطبية لزيارة واحدة فقط إلى منتجع للمياه الحرارية .
وحيثما يتم الاستحمام بمياه كبريتية، فإنه يتعين للحمام أن يستمر ما بين عشر إلى عشرين دقيقة في مياه تتراوح حرارتها بين 37 و39 درجة مئوية ,,,
– يلزم أخذ حمام ساخن بعد حمام المياه الكبريتية حتى تتفتح المسام وتتبدد الرائحة الكريهة للكبريت. ومن الطبيعي أن يشعر الإنسان بثقل في بدنه بعد الحمام الكبريتي، لأن الاستحمام في عين كبريتية حرارية يلقي بعبء شديد على القلب وعلى الدورة الدموية لذلك يوصي الأطباء بأخذ قسط طويل من الراحة بعد ذلك .
دراسات وابحاث عن المياه الكبريتية :
– دراسة يوضح بها الطبيب الألماني في أن تأثير دفء المياه يزداد بفعل كبريت الهيدروجين، الأمر الذي يمكن رؤيته بوضوح في احمرار الجلد، ويضيف أن الاستحمام بمياه العيون الكبريتية يعمل على استرخاء العضلات في كل أجزاء الجسم وتصبح الأنسجة الرابطة في الجسم أكثر مرونة وتتسع الأوعية الدموية وتزيد نبضات القلب وعملية التمثيل الغذائي (الأيض) ، وترجع التأثيرات الملطفة والمسكنة للآلام والمضادة للالتهابات إلى عدة عوامل، على رأسها دفء المياه كما يؤكد فولفغانغ بروكله، كبير الأطباء في المركز الألماني للروماتيزم .
–  قد أثبتت الأبحاث الفوائد الصحية التي تحققها المياه الكبريتية لمرضى الروماتيزم ، والعظام، والأمراض الجلدية، الا ان العديد من المختصين يرى ان تحقيق الفائدة من العلاج بالمياه الكبريتية يتطلب المكوث فيها لفترات تزيد على النصف ساعة وبزيارات دورية تقارب 4-6 مرات في السنة الواحدة، إلا أن درجة حرارة المياه الكبريتية التي تصل أحياناً إلى نحو 40 درجة مئوية، تؤثر على الرجال الذين يجلسون لفترات طويلة فيها.
وتعزو بعض أسباب الإصابة بأمراض العقم لدى الرجال إلى الجلوس في الماء الحار «الجاكوزي»، أو هنا في مياه العيون الحارة «الكبريتية» لفترات طويلة، أو لبس الملابس الداخلية الضيقة الامر الذي يؤدي إلى رفع حرارة الخصية ومن ثم التأثير على قدرة الخصية على إنتاج الحيامن .
وكونه يضر بمن يعانون مرض انخفاض ضغط الدم، حيث إن درجة حرارة الماء العالية تؤدي إلى انبساط في الأوعية الدموية السطحية تحت جلد الإنسان، الأمر الذي يؤدي إلى انخفاض ضغط الدم، وهو مؤثر على مرضى انخفاض الضغط لأنه يزيدهم انخفاضاً، بينما يكون مفيداً لمرضى الضغط المرتفع لأنه يخفض الضغط لديهمر .
– قد أوضحت الدراسات العلمية الحديثة أن تلك المياه تختلف عن مثيلاته في المحتوى الكيميائي والمعدني من حيث درجة الحرارة والمواصفات الكيميائية والفيزيائية وتشير الدراسات التي الباحثون من من وزارة الصحة التركية ومعهد أبحاث الفارابي إلى ان أن المياه المعدنية الموجودة تتميز باحتوائها علي مواصفات الاستشفاء من الأمراض منذ قديم الأزل عرفت الإنسانية بعض الصفات الشافية لهذه المياه لأنها تقوم بعمل أساسي وهو توسيع جملة الأوردة والشرايين وعندما تتوسع ينخفض الضغط ويزداد عدد ضربات القلب .
أن للمياه المعدنية الكبريتية الحارة فوائد عديدة أخرى منها الاستشفاء من أمراض الجهاز العصبي وبخاصة الروماتيزم والتهابات الأعصاب المزمنة والاستشفاء من أمراض الجهاز الحركي وأمراض الهيكل العظمي، ومن بين الفوائد كذلك الاستشفاء من بعض الأمراض الجلدية وتنشيط طبقة الكولاجين بالجلد والمساعدة في شد البشرة وإزالة الترهلات، والاستغناء عن عمليات التجميل إلي جانب الاستشفاء من بعض أمراض الجهاز التنفسي وأمراض القلب والأمراض المفصلية، فحمام المياه الكبريتية يساعد علي إزالة الألم، أما شاردة المنغنيز الموجودة في هذه المياه فتساعد علي تخفيف مستوي سكر الدم لدي مرضي السكري وهو مفيد في حالات هشاشة العظام، كما تحتوي هذه المياه المعدنية علي عنصر الفوسفور وهو مهم في حالات الكسور العظمية وحالات نقص الفيتامين د وحتي في حالات التشنجات العضلية، إضافة إلي الكالسيوم الذي يمنع حالات نخور الأسنان وهشاشة العظام ويعمل علي خفض ضغط الدم المرتفع وتنظيم ضربات القلب، كما يمكن الاستفادة منه لمقاومة الأورام وبخاصة سرطان القولون .
أما عنصر المغنيزيوم الموجود في هذه المياه فيساعد علي شفاء حالات تصلب الشرايين والنوبات القلبية بالمشاركة مع شاردة الكالسيوم وفي معالجة الربو، وله دور مهم في تعزيز دور الأنسولين وحتي المعالجات الجلدية وتثبيت المعادن علي العظام، إضافة إلي شاردة الزنك التي تعزز مناعة الجسم إلي جانب شاردة السينويوم المهمة للوقاية من الأمراض وتعزيز مناعة الجسم عن طريق عدد الكريات البيض وتسهيل وظيفة الكبد والبنكرياس ومعالجة الالتهابات الجلدية، ومن بين العناصر كذلك النحاس الضروري في حالات فقر الدم والتهاب المفاصل أن تأثير دفء المياه يزداد بفعل كبريت الهيدروجين، الأمر الذي يمكن رؤيته بوضوح في احمرار الجلد، وأن الاستحمام بمياه العيون الكبريتية يعمل على استرخاء العضلات في كل أجزاء الجسم وتصبح الأنسجة الرابطة في الجسم أكثر مرونة .